# Ahmet Brković
Ahmet Brković, född 23 september 1974 i Dubrovnik, Jugoslavien (nuvarande Kroatien), är en kroatisk före detta fotbollsspelare. Han har bland annat spelat för Leyton Orient FC, Luton Town FC, Millwall FC och HNK Dubrovnik 1919.